# Enterprise Systems Connection

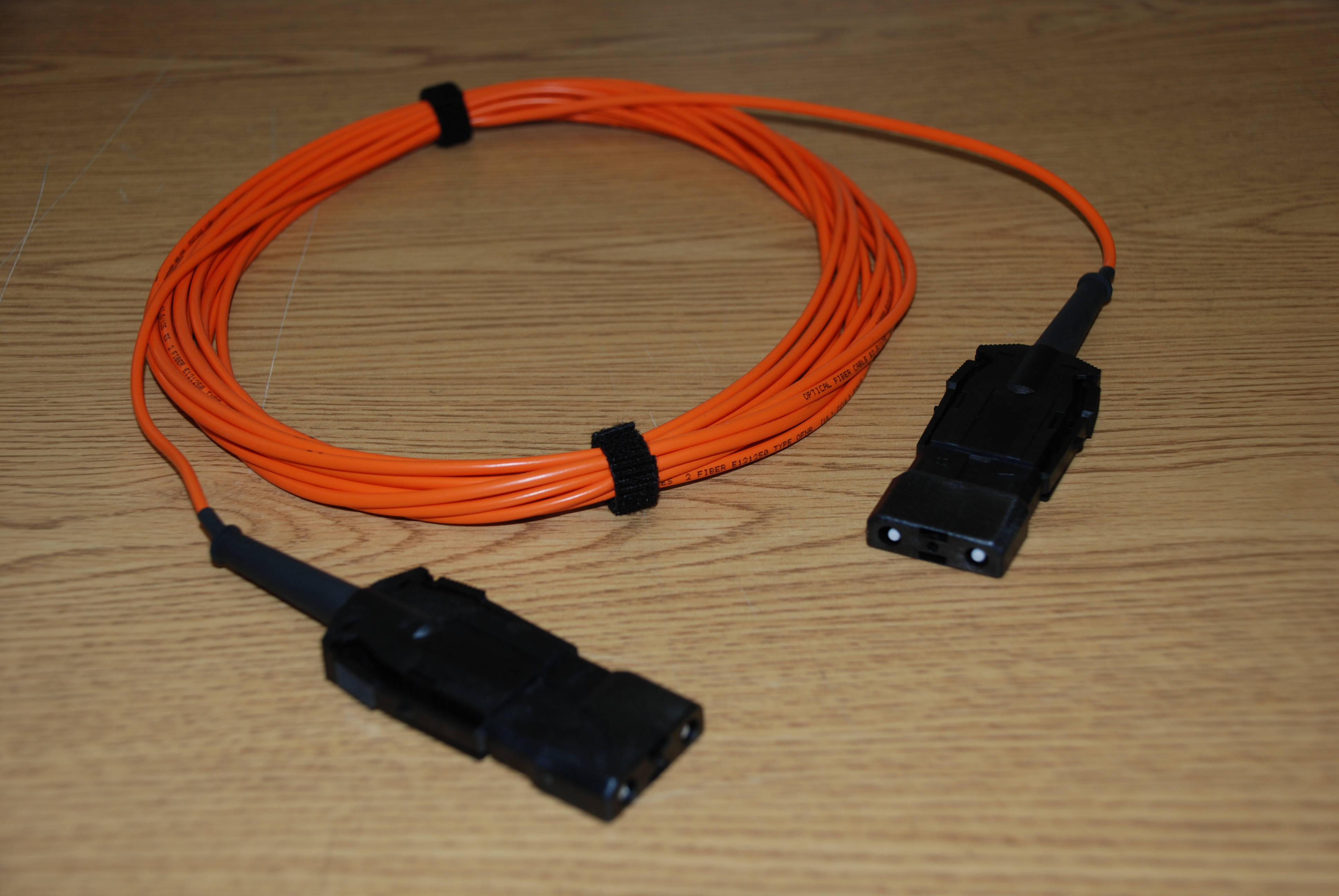
ESCON-Kabel

Enterprise Systems Connection (ESCON) ist ein Protokoll, das von Mainframes verwendet wird, um den Datenaustausch zwischen dem Rechner und dessen Peripheriegeräten (zum Beispiel Plattensubsysteme, Bandlaufwerke) durchzuführen. Die physikalischen Verbindungswege werden als ESCON-Kanäle bezeichnet.

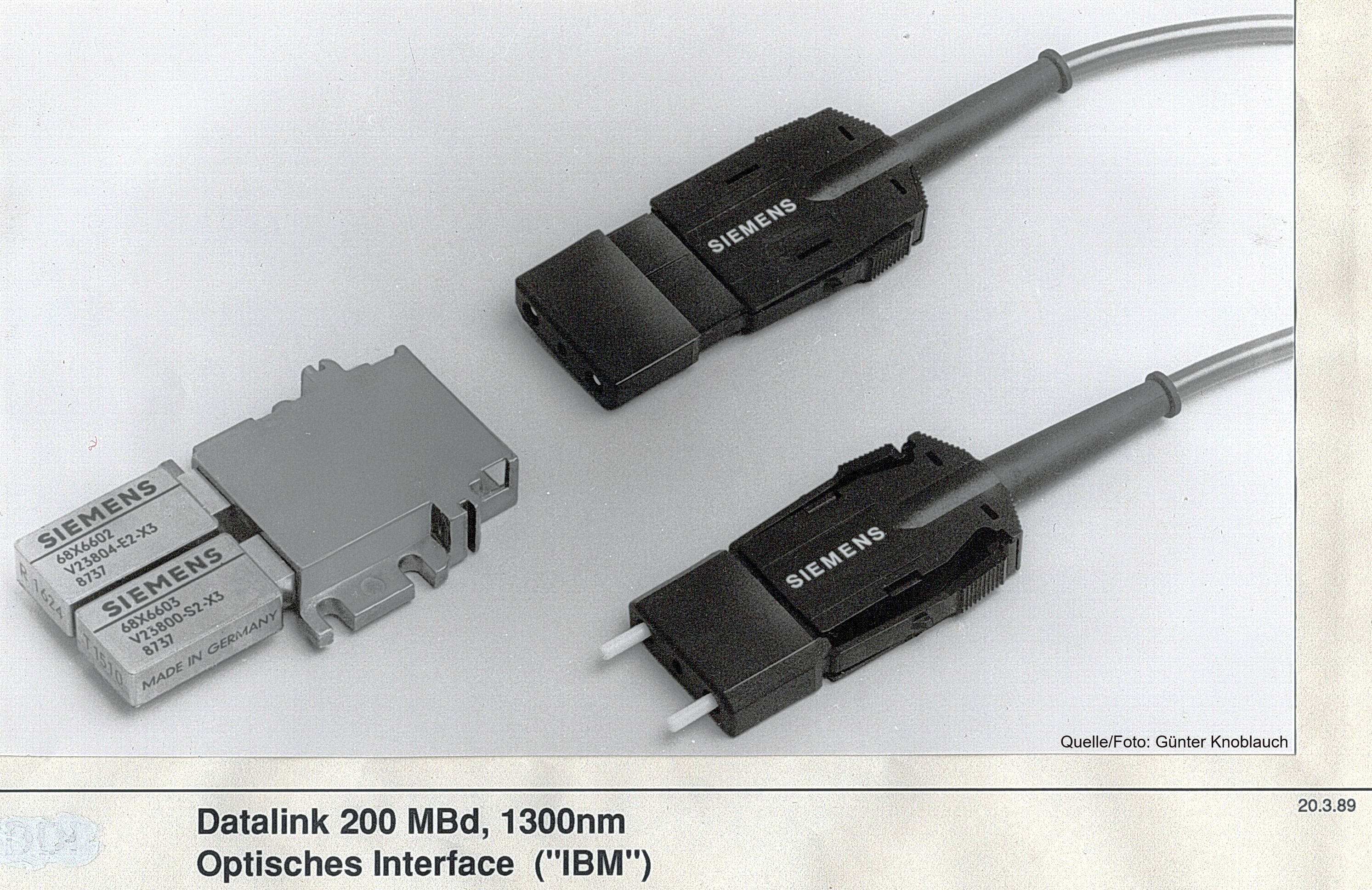
ESCON Interface – Datalink 200 Mb – Optisches Interface

## Geschichtlicher Überblick
Der Vorläufer von ESCON sind die im IBM-Sprachgebrauch so genannten Parallel-Kanäle (Bus & Tag, Kupferkabel), die eine Übertragungsrate von 4,5 MB/s pro Kanal aufweisen. Da Mainframes große Datenmengen zwischen Rechner und Peripherie übertragen müssen, war diese Geschwindigkeit nicht mehr ausreichend. Im Jahr 1990 wurde von IBM die ESCON-Technologie eingeführt, die eine Übertragungsrate von 17 MB/s pro Kanal auf der Basis von Lichtwellenleiter ermöglichen. Viele Mainframes verwenden noch ESCON-Kanäle. In den letzten Jahren wurden diese bei neuen Mainframesystemen durch FICON-Kanäle ersetzt.
Anfang der 80er Jahre hatte IBM erkannt, dass sowohl die Geschwindigkeit der Datenübertragung zwischen Mainframe-Rechnern und angeschlossener Peripherie als auch die zu überbrückenden Entfernungen drastisch erhöht werden mussten. Doch IBM fehlte zu diesem Zeitpunkt noch eine ausgereifte Technologie. Die ersten Glasfasernetze wurden weltweit installiert, die dafür eingesetzten aktiven Komponenten (Sender und Empfänger) entsprachen nicht den IBM-Spezifikationen. Ein Spezialisten Team der IM kontaktierte weltweit ab 1982 die großen Halbleiterhersteller und Nachrichtenfirmen (15 Firmen). Das Projekt lief unter Projektbezeichnung Datalink 200Mb (technische Spezifikation). Es ging um die Realisierung optischer Sender mit LED und Empfänger mittels derer große Strecken über Lichtwellenleiter (Gradientenfaser 62,5 µm) mit hoher Datenrate übertragen werden konnten. 1984 waren die Entscheidungen bei IBM gefallen: Siemens wird der Entwicklungspartner für Datalink 200 Mb/s, die Firma AT&T (mit den Bell Labs) bleibt als künftige second source (auch aus politischen Gründen) weiterhin Partner der IBM. Nachdem der Nachweis der Machbarkeit (Datalink 200 Mb/s) erbracht war, musste das mechanische Interface festgelegt werden: der Stecker für Datalink 200 Mb. 1984 erhielt Siemens (im Rahmen eines Geheimhaltungsabkommen) den Entwicklungsauftrag für einen Duplex-Steckverbinder bei finanzieller Beteiligung der IBM.
Die Anforderungen an das Gesamtsystem Steckverbinder mit Sender und Empfänger waren sehr hoch: ESCON musste besser und zuverlässiger als die aktuelle Schnittstelle sein – dies war die Prämisse für den von IBM geplanten Umstieg auf Glasfaserverbindungen (Quantensprung für IBM). Die Entwicklung und Qualifikation des (ESCON) Steckers kostete etwa 1,5 Millionen DM. Gebaut und montiert wurde der ESCON Stecker die erste Zeit nur im Werk für optische Bauteile Berlin (WOB) bei Siemens.

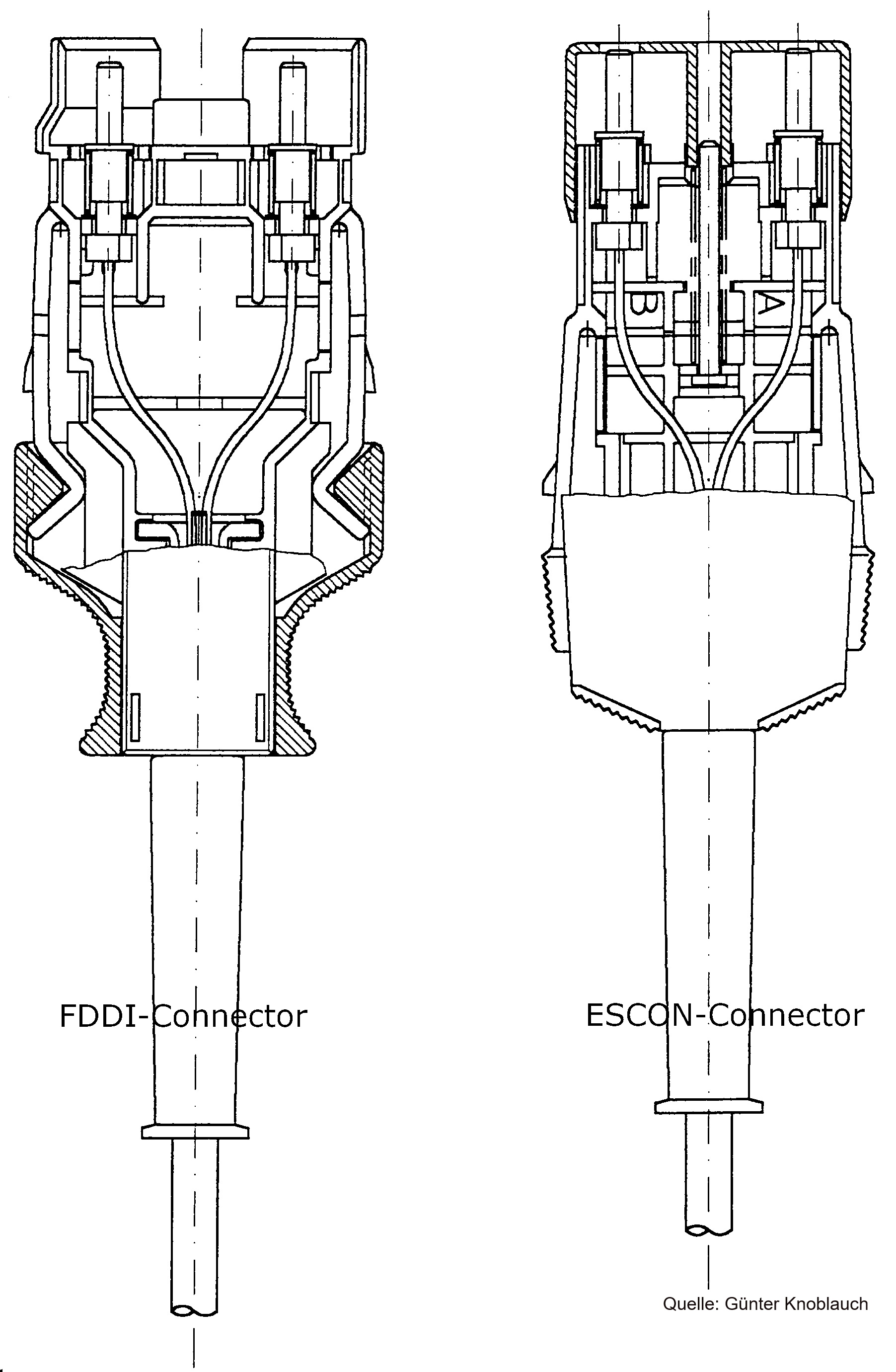
Schnittzeichnungen: FDDI- (links) und ESCON-Stecker (rechts)

Die Entwicklungsarbeiten für den IBM-Steckverbinder (die Bezeichnung ESCON folgte erst später) liefen zeitlich parallel zu den FDDI-Normungsaktivitäten in den USA. Ein Versuch mehrerer großer US-Firmen (u. a. AT&T) – in der Abschlussphase der FDDI-Standardisierung – den FDDI-Standard zu kippen und den ESCON-Steckverbinder zugleich als FDDI-Standard vorzusehen, misslang. Daher haben wir heute zwei ähnliche Duplex-Steckverbinder deren Unterscheidungsmerkmal nur im Steckerstirnflächenbereich liegt. FDDI: im Steckerstiftbereich starres Gehäuse, ESCON: Beim Stecken wird der Stiftschutz automatisch zurückgeschoben.

## Einsatzbereiche
ESCON war ab 1990 bis zur Markteinführung von FICON das Kommunikationsprotokoll zwischen Mainframe-Rechnern und deren Peripherie. Mittlere Mainframe-Rechnersysteme nutzten zwischen 4 und 40 ESCON-Kanäle, große Mainframe-Systeme über 1000. Dabei können Entfernungen bis zu 43 Kilometer je Kanal überbrückt werden. Um die Systeme optimal zu verbinden, wurden sogenannte ESCON-Direktoren eingesetzt. Geräte mit ESCON-Interfaces wurden fast ausschließlich von IBM angeboten, Ausnahmen sind Plattensubsysteme anderer Hersteller (EMC, HDS). Sie bieten Optionen zum Anschluss an Mainframes und Netzwerkgeräte, mit denen ESCON-Verbindungen in andere Netzwerkprotokolle (zum Beispiel IP) getunnelt werden können.